# Renault 11

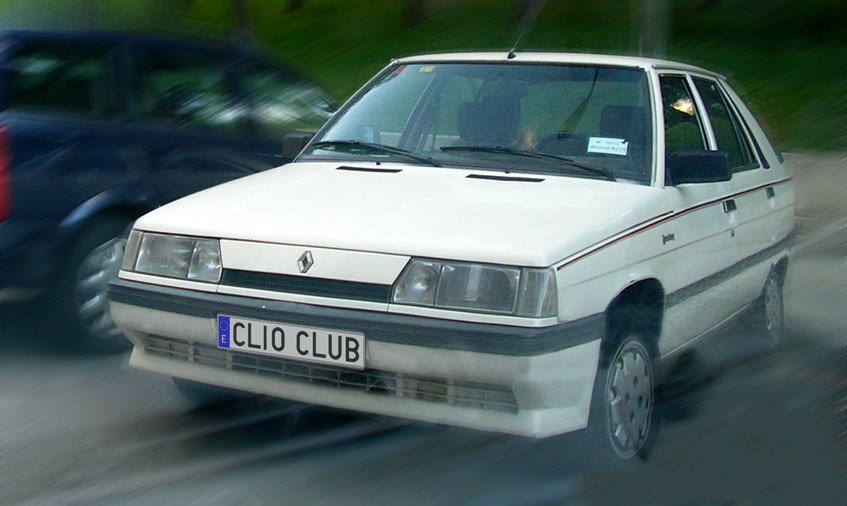
Renault 11

Renault 11 är en bilmodell från Renault som presenterades hösten 1980 och ersatte Renault 14. Den ersattes av Renault 19 1990, men fortsatte att tillverkas i Sydamerika fram till 1997.